# ウォルター・クリヴィツキー

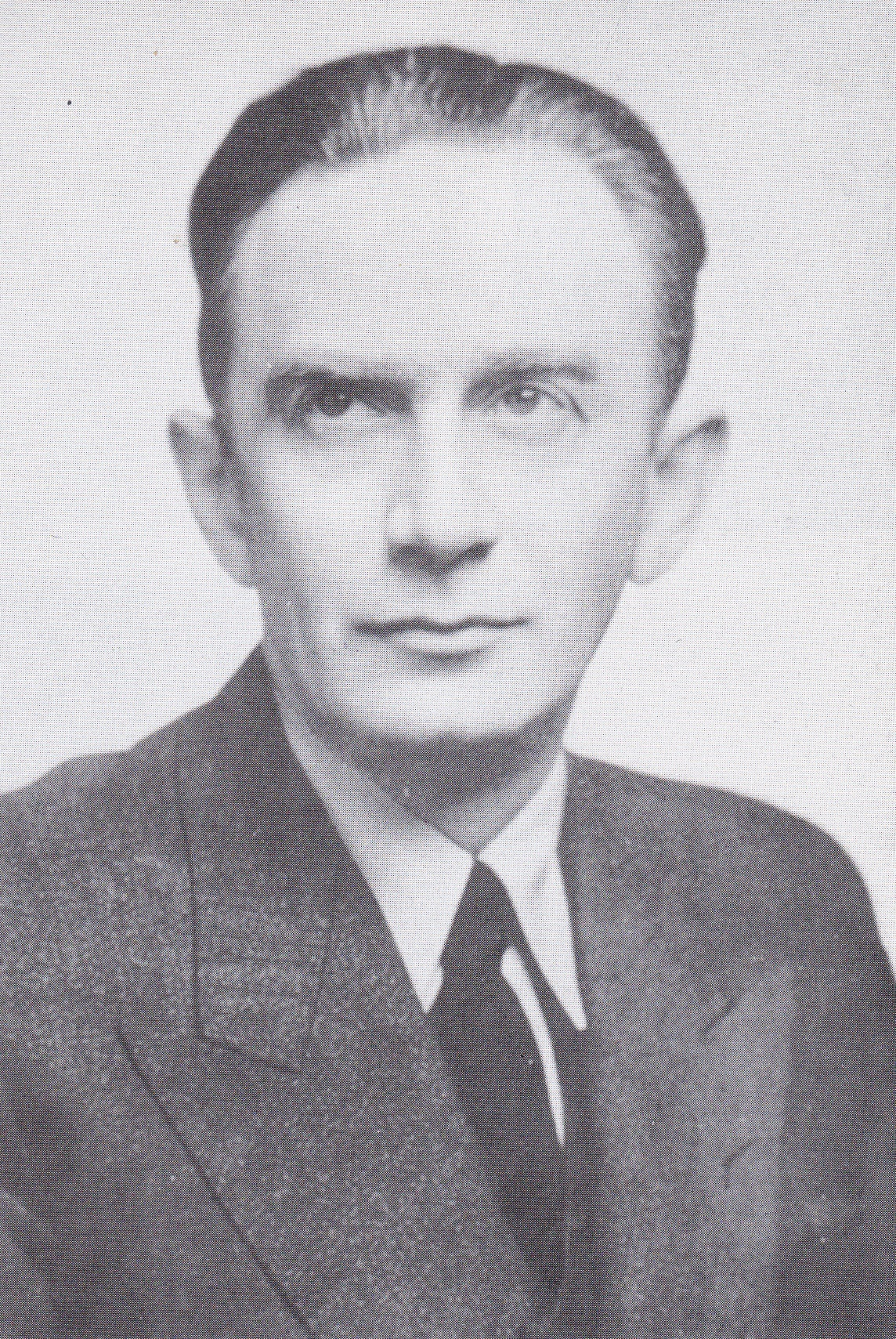
ウォルター・ゲルマノヴィッチ・クリヴィツキー

ウォルター・ゲルマノヴィッチ・クリヴィツキー（英: Walter G. Krivitsky、露: Ва́льтер Ге́рманович Криви́цкий、1899年6月28日 - 1941年2月10日）は、ソビエト連邦のスパイ。国家保安大尉。本名はサミュエル・ギンスブルク（Samuel Ginsberg）。

## 生涯

### スパイ
クリヴィツキーはオーストリア＝ハンガリー帝国のガリツィア地方にあるPidvolochyskのPodwołoczyskaで、ユダヤ系ポーランド人の子として生まれた。早くからロシア帝国に移住し、リヴォフのギムナジウムで学んだ。1917年の十月革命に参加。ウォルター・クリヴィツキーの名はこの頃に名乗り始めた名前である。1919年にソビエト連邦共産党に正式に入党した。この頃発生したポーランド・ソビエト戦争で諜報活動に従事し、スパイとしての道を歩むことになる。
1921年からは労農赤軍本部第4局（情報局）で働いた。1923年にはドイツで非合法工作員として諜報活動に関わった。この間に潜水艦の情報などを入手するなどして活躍し、1925年には赤軍参謀本部情報局第3課第3班（ヨーロッパ班）長補佐に昇格する。1933年にはモスクワの軍需研究所所長となった。彼は情報入手先としてルーマニア王カロル2世の愛人であったマグダ・ルペスク（en）、ノエル・フィールド（en）などに接触した。
1931年からは赤軍から統合国家政治局（OGPU）外国課（INO）に転属となり、海外情報の収集に当たった。1934年、軍事産業研究所副所長。1935年10月、外国課非合法支局長としてオランダに派遣。

### 亡命
1937年5月、クリヴィツキーはハーグに移り、西ヨーロッパの諜報活動の統括に当たるようになった。しかしこの頃赤軍幹部の大粛清が始まっており、赤軍草創期からの幹部であるクリヴィツキーと、その友人であるイグナス・ポレツキー（en）は激しく動揺した。ポレツキーは亡命を考えるようになったが、クリヴィツキーは躊躇した。しかしポレツキーは最終的には亡命し、モスクワに批判的な手紙を送った。これは友人であるクリヴィツキーの立場を悪化させた。なお、ポレツキーは数年後スイスで暗殺されている。
9月、クリヴィツキーはパリでフランスに亡命した。スターリンは翌月に暗殺指令を出している。この頃パリでクリヴィツキーはトロツキーの息子であるレフ・セドフ（en）とトロツキストに接触した。セドフはマーク・ズボロウスキー（en）をクリヴィツキーの護衛として派遣した。しかし彼はコードネーム『エティエンヌ』として知られている内務人民委員部のスパイであったが、クリヴィツキーの身に危険が及ぶことはこの時点ではなかった。
1938年の終わりに、クリヴィツキーはアメリカ合衆国に移った。彼はジャーナリストアイザック・ドン・レヴィン（en）の助けを借り、1939年の始めから「ザ・サタデー・イブニング・ポスト紙（en）」でソ連の内幕を明かす連載を始めた。後に『I Was Stalin's Agent』として出版されたこの本は大きな反響を呼んだが、左派からは偽書であり、クリヴィツキーの存在も架空であるとして非難を受けた。しかし8月23日に同書内で予想されていた独ソ不可侵条約の締結が発表されると、彼に関する注目は高まった。しかしクリヴィツキーはスターリンの独裁には反対していたものの、共産主義者ではあり続けており、ソ連を裏切ったことについては苦悩し続けた。
1939年10月、クリヴィツキーはアメリカ合衆国下院の下院非米活動委員会（en）で証言を行っている。その後密かに「ウォルター・トーマス」の偽名でイギリスに渡り、イギリス情報局保安部 (MI5)に対していくつかの証言を行っている。この時、クリヴィツキーがキム・フィルビーやドナルド・マクリーンといったイギリス内に潜伏するソ連のスパイに関する情報を与えたかどうかという論争が存在している。しかしこの頃から内務人民委員部がクリヴィツキーの証言を防止するための工作を行っていたことは疑いない。クリヴィツキーの渡英は1940年1月に公表された。その後彼はアメリカに帰国しようとしたが、移民帰化局とのトラブルがおきたため、10月までカナダに滞在することを余儀なくされた。

### 謎の死
1940年8月、メキシコでトロツキーが暗殺されると、クリヴィツキーは内務人民委員部の暗殺リストのトップとなった。彼はヴァージニア州に住み着いて新たな著書を書く予定を立てていた。しかし1941年2月10日、ワシントンD.C.のベルビューホテル（Bellevue Hotel）でクリヴィツキーの遺体が発見された。彼のベッドの周りには3通の遺書が残されており、彼は自殺したものであると公表された。しかし彼の死はソ連の情報機関によるものであると指摘する者もおり、クリヴィツキーの伝記を書いたAmy W.Knight やGary Kernは彼の死が自殺か他殺かを断定するには今も疑問が残るとしている。

## パーソナル
赤旗勲章、戦闘武器を授与される。

## 関連書籍
- クリヴィツキー著、根岸隆夫訳『スターリン時代―元ソヴィエト諜報機関長の記録』（みすず書房）ISBN 978-4622020080
- Krivitsky, Walter G. (2000). In Stalin's Secret Service: Memoirs of the First Soviet Master Spy to Defect. Enigma Books. ISBN 1929631030
- Krivitsky, Walter G. and Kern, Gary (Editor, Translator) (2004). MI5 Debriefing & Other Documents on Soviet Intelligence. Xenos Books. ISBN 1879378507
- Kern, Gary (2004). A Death in Washington: Walter G. Krivitsky and the Stalin Terror. Enigma Books. ISBN 1929631251